# Maison de Vladimir Radovanović à Godovik
La maison de Vladimir Radovanović à Godovik (en serbe cyrillique : Кућа народног хероја Владимира Радовановића ; en serbe latin : Kuća narodnog heroja Vladimira Radovanovića) se trouve à Godovik, dans la municipalité de Požega et dans le district de Zlatibor, en Serbie. Elle est inscrite sur la liste des monuments culturels protégés de la république de Serbie (identifiant no SK 194).

## Présentation
Le héros national Vladimir Radovanović (1906-1943) est né dans cette maison[réf. nécessaire].